# Kornelis van Rijn
Kornelis van Rijn (Uithoorn, 26 september 1830 – Apeldoorn, 10 november 1906) was een Nederlands waterbouwkundige.

## Biografie
Hij was de zoon van de broodbakker Willem van Rijn en Johanna van Leeuwen. Hij werd in 1846 student aan de Koninklijke Akademie te Delft en kreeg daar in 1850 het diploma van burgerlijk ingenieur. Hij werd kort daarna buitengewoon opzichter bij de Waterstaat in Noord-Holland. Met als standplaats Ilpendam was hij betrokken bij de verbetering van het groot Noordhollandsch kanaal en was werkzaam bij de zeewerken en duinbeplantingen op het eiland Vlieland.
In 1855 kwam hij in dienst van de provincie Groningen en ging in Groningen wonen. Hij heeft daar verschillende kanaalverbeteringen uitgevoerd en heeft van 1861 tot 1863 de indijking van de Reiderwolderpolder geleid. Hij heeft in de gehele provincie tal van waterpassingen gedaan. Ook is door hem voorgesteld om de uitwatering van de uit Drenthe komende Hunze, die door het Reitdiep naar de Lauwerzee bij Zoutkamp ging, door een nieuw te graven kanaal, het Eemskanaal, naar de Dollard bij Delfzijl te brengen.
In 1865 kwam hij als ingenieur in dienst van de De Amsterdamsche Kanaalmaatschappij. Hij ging wonen in Beverwijk en had onder ir. Justus Dirks groot aandeel in de totstandkoming van de eerste sluizen van IJmuiden, van het kanaal, van de zijkanalen en van de inpolderingen van gedeelten van het IJ.
Op 21 april 1878 werd hij benoemd tot lid van de staatscommissie tot onderzoek, hoe de verbetering van het Zwolsche diep behoorde te geschieden van Bernhard Pieter Gesinus van Diggelen. De commissie had twee plannen, Hij schaarde zich bij de meerderheid van de commissie; deze plannen zijn uitgevoerd, maar met veel problemen. Dit leidde uiteindelijk tot een Parlementaire enquête naar het Zwolsche Diep.
Op 9 november 1881 werd hij door de Staten van de provincie Utrecht benoemd tot hoofdingenieur van de toen opgerichte Provinciale Waterstaat. Hij verhuisde toen naar Utrecht. Hij heeft daar ingezet voor de reglementering van de waterschappen en voor de verbetering van wegen en kanalen in deze provincie. Hij werd tot arbiter gekozen door de minister van Waterstaat en het bestuur van de Alblasserwaard, toen in 1892 de 11 hectaren grote kom tussen de oude en de voor het Merwedekanaal gemaakte nieuwe dijken volgepompt werd ten einde de laatste op hun weerstandsvermogen te beproeven. Dit om na te gaan of aan de eisen van het Waterschap voldaan was.
Hij kreeg op 28 maart 1904 op zijn verzoek eervol ontslag als hoofdingenieur en vestigde zich toen te Apeldoorn
Hij deed in de vergadering van het Koninklijk instituut van ingenieurs van 3 Juli 1879 een mededeling over het duiken in zand wanneer daarop een laag slap veen ligt.
- Biografisch Portaal: 47729796
- International Standard Name Identifier: 0000 0003 8756 752X
- Nederlandse Thesaurus van Auteursnamen: 172365511
- Virtual International Authority File: 284567125